# باشگاه فوتبال العین
باشگاه فوتبال العین (به عربی: نادی العین) یک تیم فوتبال در شهر العین امارات متحده عربی است که در سال ۱۹۶۸ میلادی تأسیس شد. این تیم در لیگ برتر امارات متحده عربی حضور دارد.
این تیم یکی از تیم‌های مطرح قاره آسیا بوده‌است. قهرمانی در لیگ قهرمانان آسیا ۰۳-۲۰۰۲  و لیگ قهرمانان آسیا ۲۴–۲۰۲۳ از مهم‌ترین افتخارات این تیم است.
این باشگاه همچنین در لیگ قهرمانان آسیا ۲۰۰۵ و لیگ قهرمانان آسیا ۲۰۱۶ به مقام نایب قهرمانی نیز دست یافت و چندین بار هن در جام باشگاه های جهان و جام بین قاره ای حضور داشته است .
این تیم تا به حال ۱۴ بار در بالاترین سطح لیگ. امارات به قهرمانی رسیده‌است وهمچنین باشگاه العین سابقه۷قهرمانی درجام رئیس دولت امارات ،۴قهرمانی در سوپرجام امارات ،۱قهرمانی درجام اتصالات امارات را در افتخارات خود دارد.
العین در فصل ۲۰۱۸ و در جام باشگاه‌های جهان موفق شد با شکست ریور پلاته آرژانتین در ضربات پنالتی به فینال این مسابقات راه یافته و درنهایت به مقام نایب قهرمانی جام باشگاه‌های جهان رسید.

## رنگ و نشان
رنگ اصلی باشگاه العین ارغوانی می‌باشد. در سال ۱۹۶۸ شروع کار با رنگ سبز و سفید بود. فصل ۱۹۷۶ باشگاه رنگ قرمز را برگزید. در سال ۱۹۷۸ العین به مراکش رفت تا در یک تورنمنت شرکت کند. تیم  اندرلخت بلژیک هم در این رقابت‌ها حضور داشت. اعضای تیم به شدت مجذوب رنگ پیراهن این تیم شدند. ایده‌ی انتخاب رنگ ارغوانی برای باشگاه به مالک باشگاه ارائه شد و با تحسین وی روبرو شد و پس از آن رنگ ارغوانی رنگ پایه و اصلی باشگاه قرار گرفت.
در لوگو یا نشان باشگاه العین  از ۳ رنگ ارغوانی ، طلایی و سفید  استفاده شده است. نشان از بالا دو ستاره‌ی طلایی رنگ دارد که به معنای قهرمانی  در ۲ دوره از  لیگ قهرمانان آسیا می‌باشد.  داخل لوگو در قسمت  بالایی  نام باشگاه با دو زبان انگلیسی و عربی نوشته شده است. در وسط نشان تصویر قلعه جاهلی نمایان است که در منطقه‌ی  العین امارات قرار دارد. و در قسمت پایین تاریخ تاسیس باشگاه حک شده است.

## بازیکنان برجسته
- نشات اکرم
- یاسر القحطانی
- ناصر الشمرانی
- سبیت خاطر
- عمر عبدالرحمان
- کایو لوکاس فرناندز
- فابیو لیما
- مارکوس برگ
- تسوکاسا شیوتانی
- کودجو لابا
- فرهاد مجیدی

## مربیان برجسته
- میلیان میلیانیچ
- آماریلدو تاوارز دا سیلویرا
- چیچی
- میلان ماچالا
- وینفرید شفر
- کیکه فلورس
- زلاتکو دالیچ
- ارنان کرسپو
- لئوناردو ژاردیم

## بازیکنان فعلی
| شماره |                   | پست       | بازیکن                              |
| ----- | ----------------- | --------- | ----------------------------------- |
| 1     | امارات متحده عربی | دروازه‌بان | محمد ابو سنده                       |
| 3     | مالی              | هافبک     | تونگو دومبیا                        |
| 4     | امارات متحده عربی | مدافع     | سعید مصبح                           |
| 5     | امارات متحده عربی | مدافع     | محمد اسماعیل احمد اسماعیل (کاپیتان) |
| 6     | امارات متحده عربی | هافبک     | عامر عبدالرحمن                      |
| 7     | برزیل             | هافبک     | کایو لوکاس فرناندز                  |
| 9     | سوئد              | مهاجم     | مارکوس برگ                          |
| 11    | امارات متحده عربی | هافبک     | بندر الاحبابی                       |
| 12    | امارات متحده عربی | دروازه‌بان | حمد المنصوری                        |
| 13    | امارات متحده عربی | هافبک     | احمد برمان                          |
| 14    | امارات متحده عربی | مدافع     | محمد فایز                           |
| 15    | امارات متحده عربی | مدافع     | خالد عبدالرحمن                      |
| 16    | امارات متحده عربی | هافبک     | محمد عبدالرحمان                     |

| شماره |                   | پست       | بازیکن          |
| ----- | ----------------- | --------- | --------------- |
| 17    | امارات متحده عربی | دروازه‌بان | خالد عیسی       |
| 18    | ساحل عاج          | هافبک     | ابراهیم دیاکی   |
| 19    | امارات متحده عربی | مدافع     | مهند سالم       |
| 20    | امارات متحده عربی | مهاجم     | سعد خمیس        |
| 23    | امارات متحده عربی | مدافع     | محمد احمد       |
| 28    | امارات متحده عربی | هافبک     | سلیمان ناصر     |
| 29    | مصر               | هافبک     | محمدفتحی        |
| 33    | ژاپن              | مدافع     | تسوکاسا شیوتانی |
| 36    | امارات متحده عربی | دروازه‌بان | داوود سلیمان    |
| 42    | امارات متحده عربی | مهاجم     | ژوناتاس سانتوس  |
| 43    | امارات متحده عربی | هافبک     | ریان یسلم       |
| 44    | امارات متحده عربی | مدافع     | سعید جمعه       |
| 74    | مصر               | هافبک     | حسین الشحات     |
| 80    | امارات متحده عربی | دروازه‌بان | محمدفاضل        |
| 88    | مصر               | هافبک     | یحیی نادر       |
| 99    | امارات متحده عربی | مهاجم     | جمال ابراهیم    |